# Sainte-Hélène (wyspa)
Sainte-Hélène (fr. Île Sainte-Hélène) – wyspa rzeczna na południu kanadyjskiej prowincji Quebec. Leży na Rzece Świętego Wawrzyńca, na wschód od wyspy Île de Montréal, w archipelagu Archipel d’Hochelaga. Administracyjnie stanowi część miasta Montreal, a dokładniej jego dzielnicy Ville-Marie. Jest oddzielona od wyspy Notre-Dame kanałem Le Moyne.
Samuel de Champlain nadał wyspie w 1611 roku nazwę Saincte Elaine, prawdopodobnie na cześć swojej żony, Hélène Boullé. W 1871 roku utworzony został na niej park miejski, a w 1930 roku została połączona mostem Pont Jacques-Cartier z Île de Montréal i wschodnim brzegiem Rzeki Świętego Wawrzyńca (wcześniej istniało tylko połączenie promowe). Kiedy Montreal został wybrany na organizatora Expo ’67, zdecydowano powiększyć wyspę, aby pomieściły się na niej tereny wystawowe. W rezultacie Sainte-Hélène wchłonęła mniejszą Île Ronde oraz zbudowana została od podstaw sztuczna wyspa Notre-Dame. Po zamknięciu wystawy i rozebraniu większości instalacji (część z nich została, m.in. dawny pawilon amerykański, dziś muzeum przyrodnicze La Biosphère) na wyspie znowu otwarto park (który objął również obszar wyspy Notre-Dame), który nazwano Parc des Îles. W 1999 roku zmieniono nazwę tego parku na Parc Jean-Drapeau, na cześć burmistrza Montrealu odpowiedzialnego za organizację Expo ’67.